# مايكل أندرسون (دراج)
مايكل اندرسون (بالسويدية: Michael "Roddarn" Andersson)‏  (و.1967 - ) هو دراج سويدي سابق. سبق أن شارك في دورة الألعاب الأولمبية الصيفية، وحصل على ميدالية فضية في بطولة العالم لسباق الدراجات على الطريق 1999.

## الميداليات
| الميدالية | المسابقة                                    |
| --------- | ------------------------------------------- |
| فضية      | بطولة العالم لسباق الدراجات على الطريق 1999 |

## روابط خارجية
- مايكل اندرسون على موقع أرشيف الدراجات (الإنجليزية)
- مايكل اندرسون على موقع إحصائيات الدراجات الإحترافية (الإنجليزية)
- مايكل اندرسون على موقع نسبة الدراجات (الإنجليزية)
- مايكل اندرسون على موقع CycleBase (الإنجليزية)
- مايكل اندرسون على موقع MTB Data (الإنجليزية)
- مايكل اندرسون على موقع أوليمبيديا (الإنجليزية)
- مايكل اندرسون على موقع اللجنة الأولمبية السويدية (السويدية)